# Aeroportul Saadah
Aeroportul Saadah (IATA: SYE, ICAO: OYSH) este un aeroport din As Safra District⁠(d), Guvernoratul Sa'dah, Yemen ce deservește zona Sa'dah.
Situat la o altitudine de 1.811 m, aeroportul dispune de o singură pistă.